# Метіда
Метіда (грец. Μῆτις, «мудрість», «вміння» або «ремесло») - богиня давньогрецькій релігії, належала до молодшого покоління титанів. У V столітті до нашої ери Метіда стала матір'ю мудрості та глибокої думки, але її ім'я спочатку означало "магічну хитрість" і його прирівнювали до сили хитрості Прометея. Стоїчні коментатори стверджували, що Метіда є втіленням "розсудливості", "мудрості" або "мудрої поради", в такій формі її відображали в епоху Відродження. 
Грецьке слово metis виражало рису характеру, що поєднувала мудрість і хитрість. Вона вважалася надзвичайно захоплюючою. Втіленням саме такої риси був герой Одіссей. В класичну епоху афіняни вважали metis як одну з помітних характеристик афінського характеру. 

## Сім'я
Метіда була Океанідою, дочкою Океана та його сестри Тетії. Крім цього, вона була першою дружиною Зевса, а також його двоюрідною сестрою. Сам Зевс у гомерівських віршах має назву Mêtieta («мудрий порадник»). 

## Міфологія
Метіда була і загрозою для Зевса, і водночас великою допомогою:  
 Зевс одружився з Метідою, але одразу побоювався наслідків цього шлюбу. Пророкувалося, що Метіда народить всесильних дітей: дочку Афіну та сина, сильнішого за Зевса, який згодом повалить свого батька. 
 Щоб уникнути цих наслідків, Зевс обманув Метіду, перетворивши її на муху і проковтнувши її. Проте було пізно, оскільки Метіда вже була вагітна. Кувавши шолом для своєї дочки, Метіда завдала великого болю Зевсу. Відрубавши сокирою голову Зевсу, Гефест посприяв народженню Афіни. Вона вистрибнула з голови батька, була повністю озброєна і броньована.  
Подібність між проковтуванням Зевса Метіди та Кроносом, який також ковтає своїх дітей, відзначило кілька вчених. Це також викликало суперечки щодо міфів про репродукцію та відсутність потреби у жінках для репродукції.

## Почесті
- Острів Метіда, що знаходиться в Антарктиді, названий на честь богині.
- 9 Метіда, один із астероїдів головного поясу, названий на честь богині.

## Подальше читання
- Девід Лімінг, "Метіда". В Оксфордському супутнику до світової міфології . Oxford University Press, 2004. Йоркський університет. 24 жовтня 2011 р.